# کسینوس هادی
در هندسهٔ تحلیلی زاویه‌های هادی یک بردار اعدادی برابر زوایای بین آن بردار و محور‌های مختصات هستند.
کسینوس‌های هادی آن بردار نیز برابر کسینوس زوایای هادی آن هستند.
در مواردی نیز این اصطلاح برای زاویهٔ بین دو بردار تعریف می‌شود.

## در سه بعد

اگر زاویهٔ بین بردار {\displaystyle {\vec {a}}=(a_{1},a_{2},a_{3})} و محور‌های {\displaystyle x} و {\displaystyle y} و {\displaystyle z} به ترتیب برابر {\displaystyle \alpha } و {\displaystyle \beta } و {\displaystyle \gamma } باشد ({\displaystyle 0\leqslant \alpha ,\beta ,\gamma \leqslant \pi })، کسینوس‌های هادی به صورت زیر محاسبه می‌شوند:
{\displaystyle \cos \alpha ={a_{1} \over |{\vec {a}}|}\qquad \cos \beta ={a_{2} \over |{\vec {a}}|}\qquad \cos \gamma ={a_{3} \over |{\vec {a}}|}}
که با جایگذاری {\displaystyle |{\vec {a}}|={\sqrt {a_{1}^{2}+a_{2}^{2}+a_{3}^{2}}}} و جمع مجذور این مقادیر به تساوی زیر می‌رسیم:
{\displaystyle \cos ^{2}\alpha +\cos ^{2}\beta +\cos ^{2}\gamma =1}
این تساوی را می‌توان به ابعاد بیشتر نیز تعمیم داد.